# Phare de Morris Island
Les phares de Morris Island (en anglais : Morris Island Light) est un phare inactif situé sur Morris Island, du côté sud de l'entrée port de Charleston dans le comté de Charleston en Caroline du Sud.
Il est inscrit au Registre national des lieux historiques depuis le 28 juin 1982 sous le n° 82003837.

## Historique
Bien que le phare se trouve maintenant à plusieurs centaines de mètres au large, il était à l’origine dans une île beaucoup plus grande. Lorsqu'il a été construit en 1876, le feu était à environ 370 m du bord de l'eau. Cependant, la construction en 1889 des embarcadères qui protègent les couloirs de navigation menant au port de Charleston a modifié les courants océaniques, entraînant une érosion rapide de l'île Morris et la destruction de nombreuses structures et sites historiques,tels que Fort Wagner. En 1938, le littoral avait atteint le phare, ce qui a obligé à automatiser celui-ci, car il n’était plus sûr ni pratique de le garder occupé. En 1962, le phare de Morris Island fut mis hors service et remplacé par le nouveau phare de Charleston, situé sur l'île Sullivan, à l'extrémité nord du port.
Ce phare, à l’entrée du port de Charleston, était l’un des phares coloniaux cédés au gouvernement fédéral en vertu de la loi du 7 août 1789. Le feu était dans une tour de briques construite par la colonie de Caroline du Sud en 1767. Le 7 mai 1800, le Congrès a fait réparer le phare. En 1838, le feu était décrit comme un feu tournant. Un nouvel objectif, une lentille de Fresnel de premier ordre a été installé dans la tour le 1er janvier 1858.
Durant la guerre de Sécession, au début de janvier 1861, le bateau-phare Rattlesnake Shoal Lightship fut remorqué jusqu'à Charleston. Vers la fin d'avril 1861, pratiquement toutes les lumières étaient éteintes, les bateaux-phares enlevés et les autres aides enlevées ou détruites de Chesapeake au Rio Grande, à l'exception de certaines des lumières de la côte de la Floride et des récifs. En tout, 164 phares ont été arrêtés de force pendant la guerre civile sur les côtes sud. Celles-ci étaient rallumées de temps en temps et en 1866, la plus grande partie avait été restaurée. En février 1865, les troupes de l'Union reprirent rapidement le canal de Charleston lors de l'occupation de la ville. En 1865, le Lighthouse Board signala le changement de lit des canaux du port. Il devint alors nécessaire d’établir temporairement des éclairages à des endroits qui serviraient de guides utiles pour les canaux navigables et d’omettre tous les autres.
Le 3 mars 1873, le Congrès a ouvert le premier de trois crédits pour un nouveau phare sur l'île Morris détruit pendant la guerre. La nouvelle structure devait se trouver au même endroit que la vieille tour, à peu près au même endroit, avec une hauteur de 46 m et être construite en brique avec une lumière clignotante de premier ordre. Les pieux de fondation ont été enfoncés et l'espace entre eux a été rempli de béton d'une épaisseur de 2,40 m. Une fois achevée, en 1876, une lentille de Fresnel de premier ordre a été réinstallée. En 1884, l'appareil d'éclairage a été remplacé par l'utilisation d'huile minérale à la place de l'huile de saindoux.
Le cyclone du 25 août 1885 détruisit le phare arrière de l'île Morris, renversa une partie du mur de briques qui entourait la tour et l'habitation du phare principal, emporta le pont entre les balises et détruisit une grande partie de la promenade en planches reliant les différentes lumières et habitations, et renversé le hangar à bateaux. La gamme a été rétablie 3 jours plus tard par une balise temporaire. Une nouvelle tour en bois de 12 m de haut a été construite en 1885.
Le séisme de 1886 à Charleston a déplacé la lentille de la lampe principale et a fissuré la tour à deux endroits, sans toutefois mettre en danger sa stabilité. La lentille a été remplacée et les fissures réparées sans délai.L'érosion des terres a amené la Garde côtière à entamer la construction d'un nouveau phare de Charleston en 1960 qui a été mis en service le 15 juin 1962 du côté nord de l'entrée du port de Charleston sur l'île Sullivan. Le phare de l'île Morris av été désactivé en 1962.

### Préservation du phare
En 1989, l'ouragan Hugo a frappé Charleston, détruisant les bâtiments restants autour du phare, ne laissant que la tour actuelle. En 1999, Save The Light, Inc.  a acheté le phare historique pour le préserver. En 2000, le phare a été transféré à l’État de Caroline du Sud par l’intermédiaire du ministère des Ressources naturelles. Le phare a été loué à Save The Light, Inc. pour une durée de 99 ans afin de coordonner la stabilisation, le contrôle de l'érosion, la restauration et de réunir les fonds nécessaires à ces travaux. En 2007, Save The Light, Inc. a organisé un événement au cours duquel le phare a été rallumé, mais seulement pour une journée.

## Description
Le phare  est une tour circulaire en brique avec une galerie et une haute lanterne de 49 m de haut. À l’origine la tour était peinte avec des bandes horizontales rouges et blanches, mais le rouge a vieilli en brun. La galerie et la lanternes sont noires. Une lumière blanche clignotante décorative est parfois affichée.
Identifiant : ARLHS : USA-515.

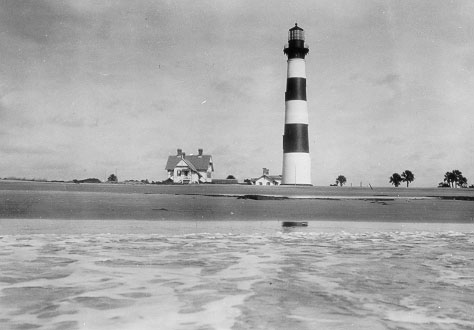
Morris Island
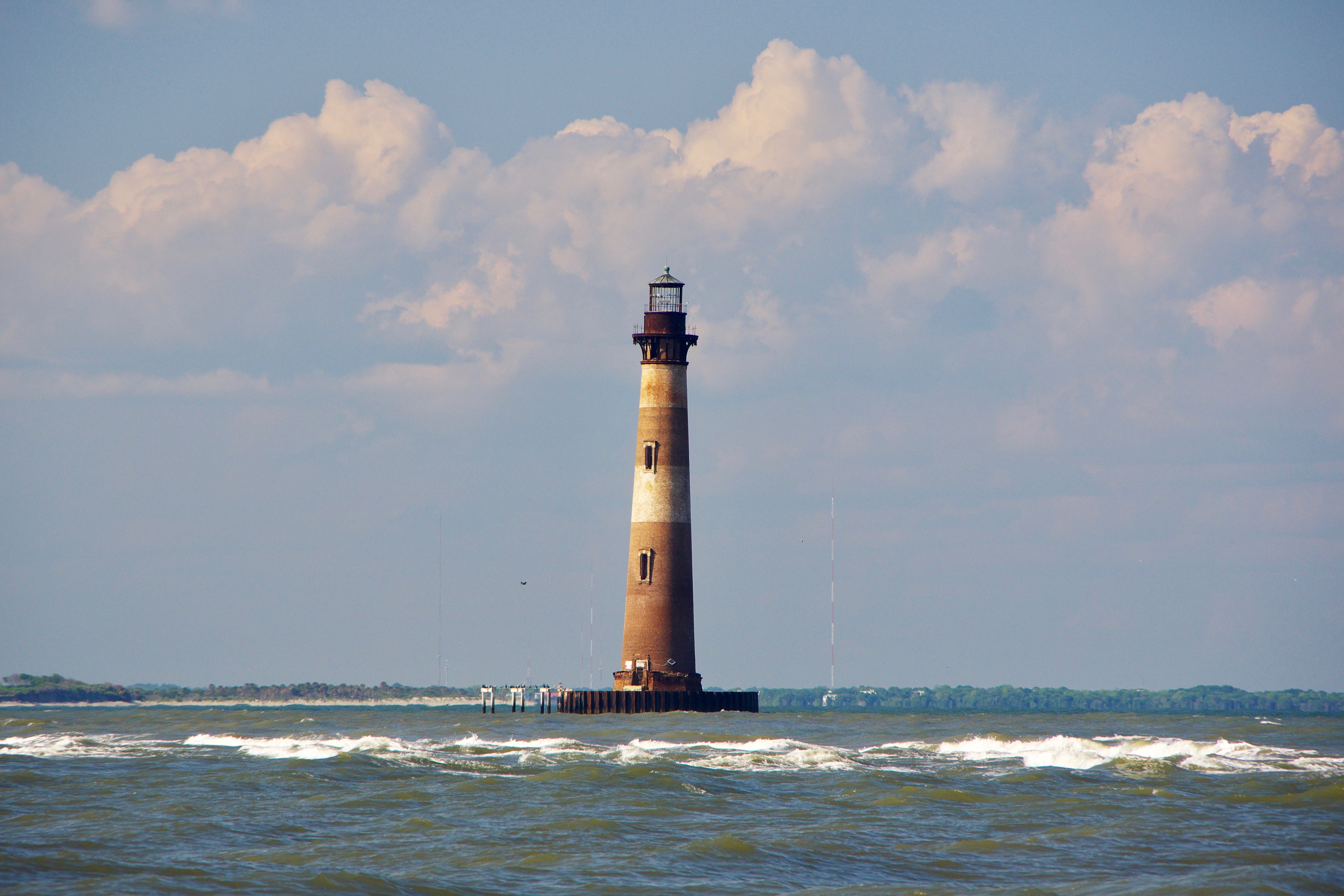
Le phare
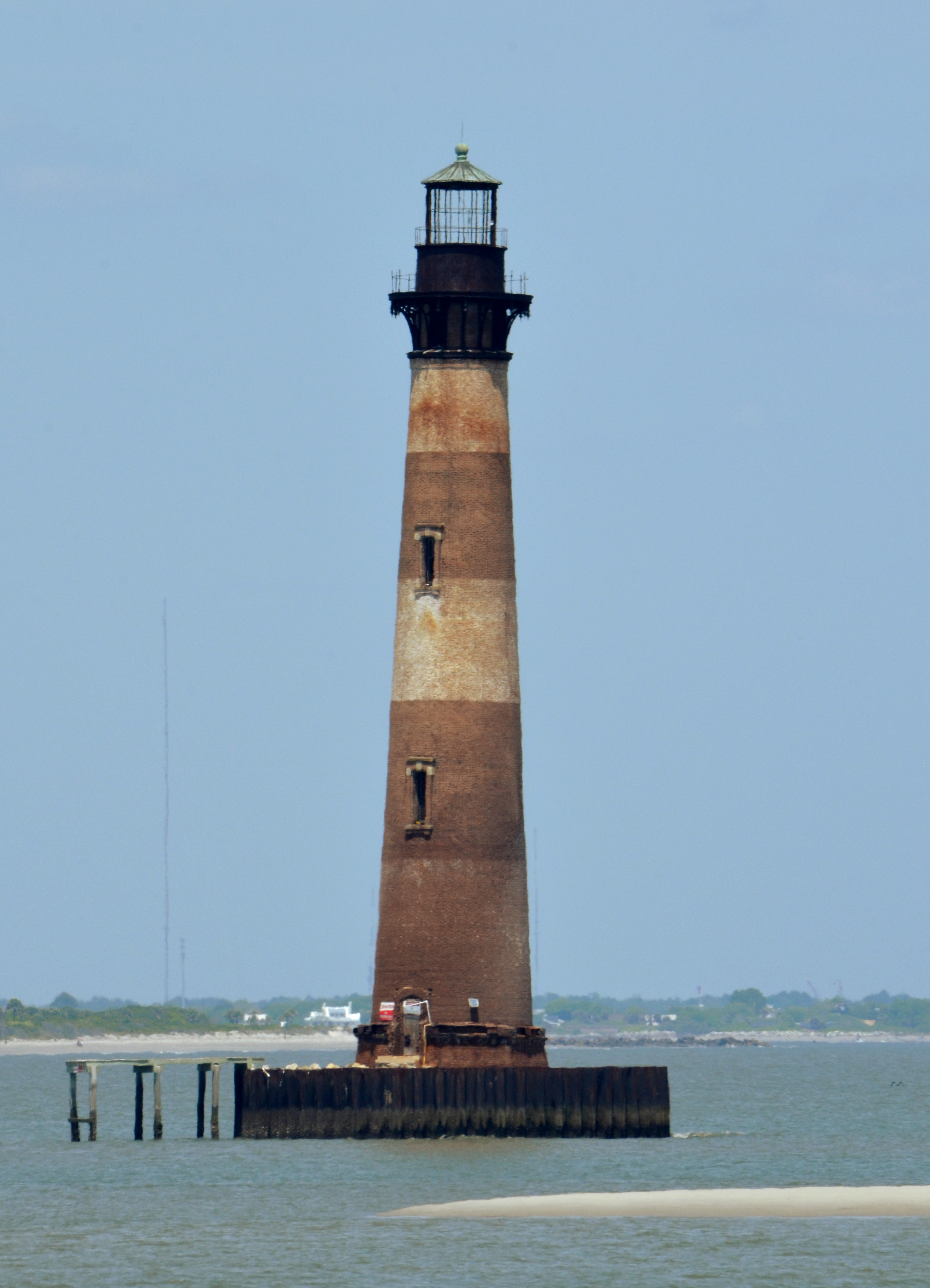
Le phare

### Lien connexe
- Liste des phares en Caroline du Sud